# Graúna-de-cabeça-amarela
A graúna-de-cabeça-amarela (Xanthocephalus xanthocephalus) é uma espécie de ave pertencente à família Icteridae nativa da América do Norte, ocorre desde o Canadá até o México. É o único membro do gênero Xanthocephalus.

## Descrição
Medidas
- Comprimento: 21-26 cm
- Peso: 44-100 g
- Envergadura: 42-44 cm

As graúnas-de-cabeça-amarela são consideradas icterídeos relativamente grandes. Seu nome científico deriva da palavras gregas para amarelo, xanthous, e da palavra para cabeça, cephalus. Os adultos têm um bico pontiagudo. O macho adulto é principalmente preto com cabeça e peito amarelos; possuem uma mancha branca debaixo da asas visível apenas em vôo. A fêmea adulta é marrom com garganta e peito amarelos opacos. Os indivíduos imaturos de ambos os sexos são marrons com plumagem amarela mais opaca em comparação com os machos adultos. Os machos imaturos também têm algumas manchas brancas na asa. Se assemelham ao iratauá-pequeno da América do Sul.
Essas aves comem sementes durante a maior parte do ano e insetos durante os meses de verão. Forrageiam especialmente em alagados, nos campos ou no chão; às vezes pegam insetos em vôo. Os girassóis são um dos principais alimentos entre as graúnas-de-cabeça-amarela das Grandes Planícies do Norte, com um estudo indicando que os machos comem mais girassol do que grãos e as fêmeas mais grãos do que o girassol. Alguns métodos de coleta de alimentos envolvem virar pedras, pegar insetos do topo da água e forragear. Os métodos de forrageamento ocorrem em terras altas, com o bando tomando uma formação "rolante" em que as aves voam da parte de trás para a frente do bando para se alimentar. Indivíduos fêmeas alimentam os filhotes principalmente de insetos da ordem Odonata, que inclui as libélulas. Fora do período de nidificação, muitas vezes se alimentam em bandos, muitas vezes com espécies relacionadas.

## Incidente
Os meios de comunicação informaram que em 7 de fevereiro de 2022; várias graúnas-de-cabeça-amarela migrando para Chihuahua, México, foram vistas caindo mortas no início da manhã.
Está sendo especulado pela mídia e testemunhas oculares, que os pássaros podem ter morrido após inalar fumaça tóxica de um aquecedor próximo ou por causa de uma sobrecarga de cabos elétricos, ou um rapinante predador os perseguindo.
O misterioso incidente já aconteceu antes, na cidade de Cuauhtémoc, no norte do México.

## Galeria

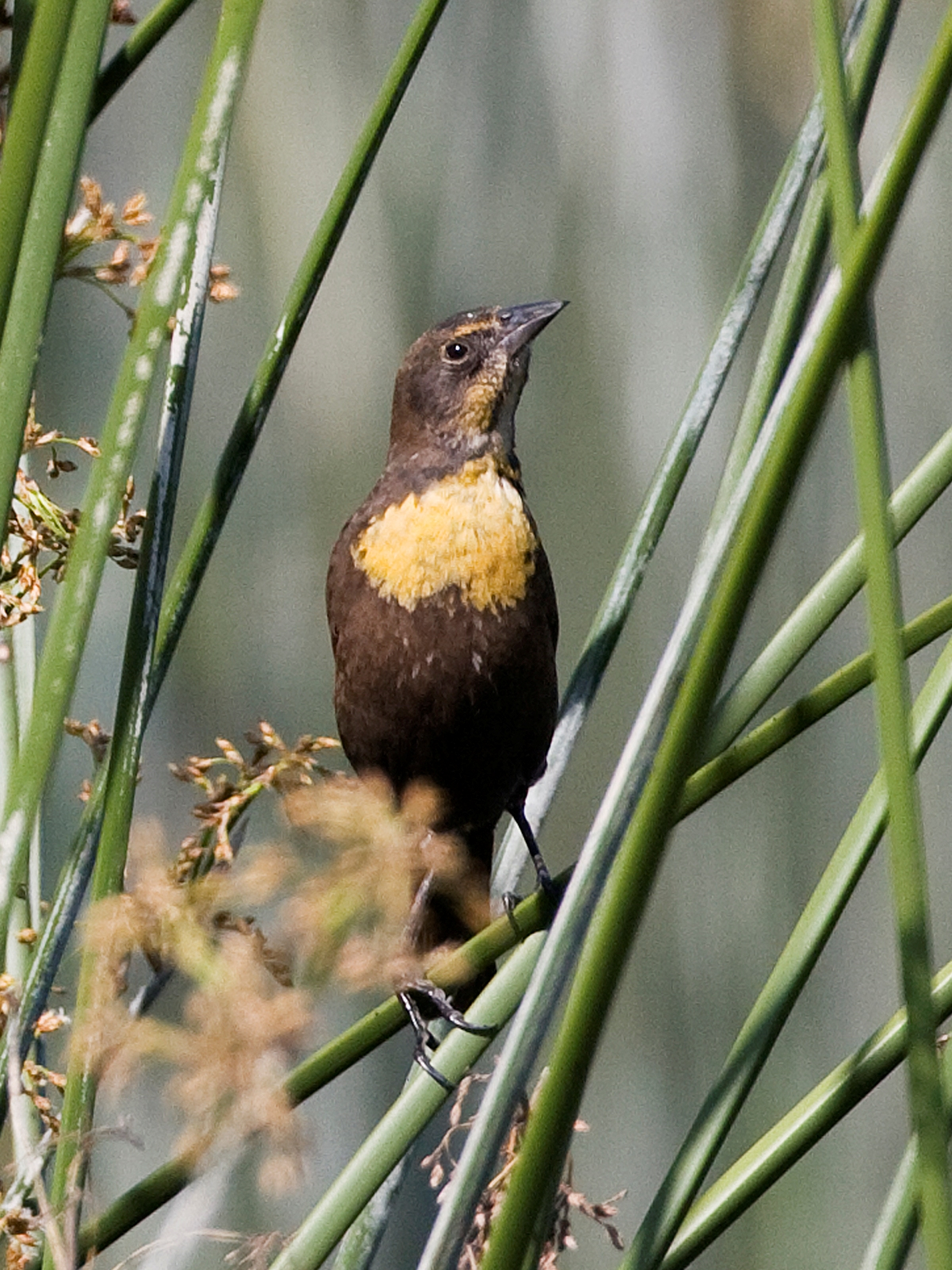
Fêmea
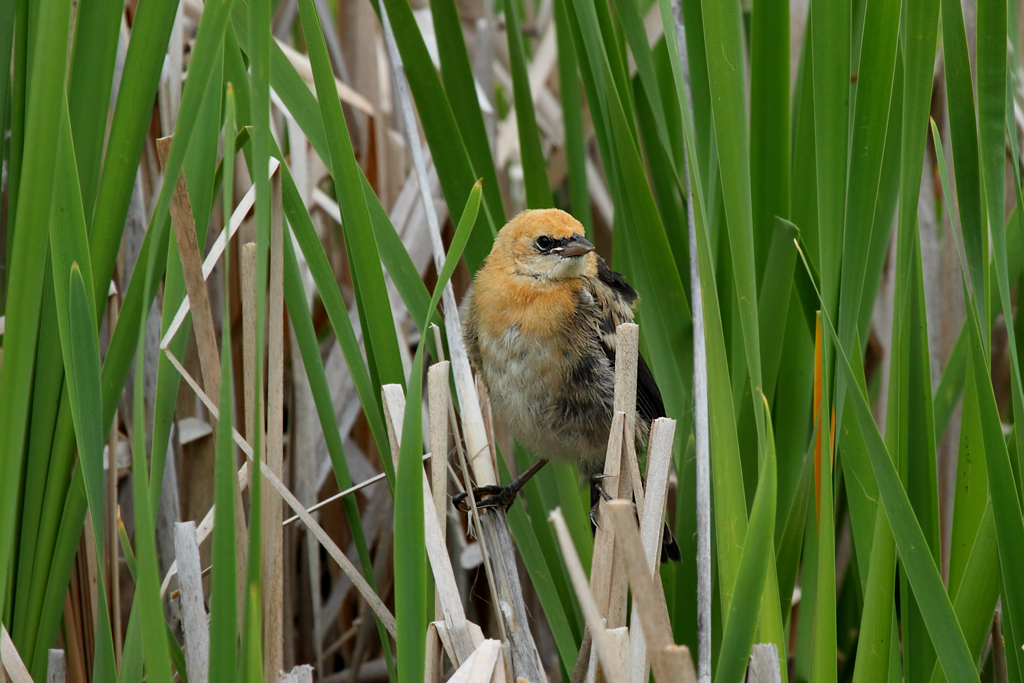
Juvenil
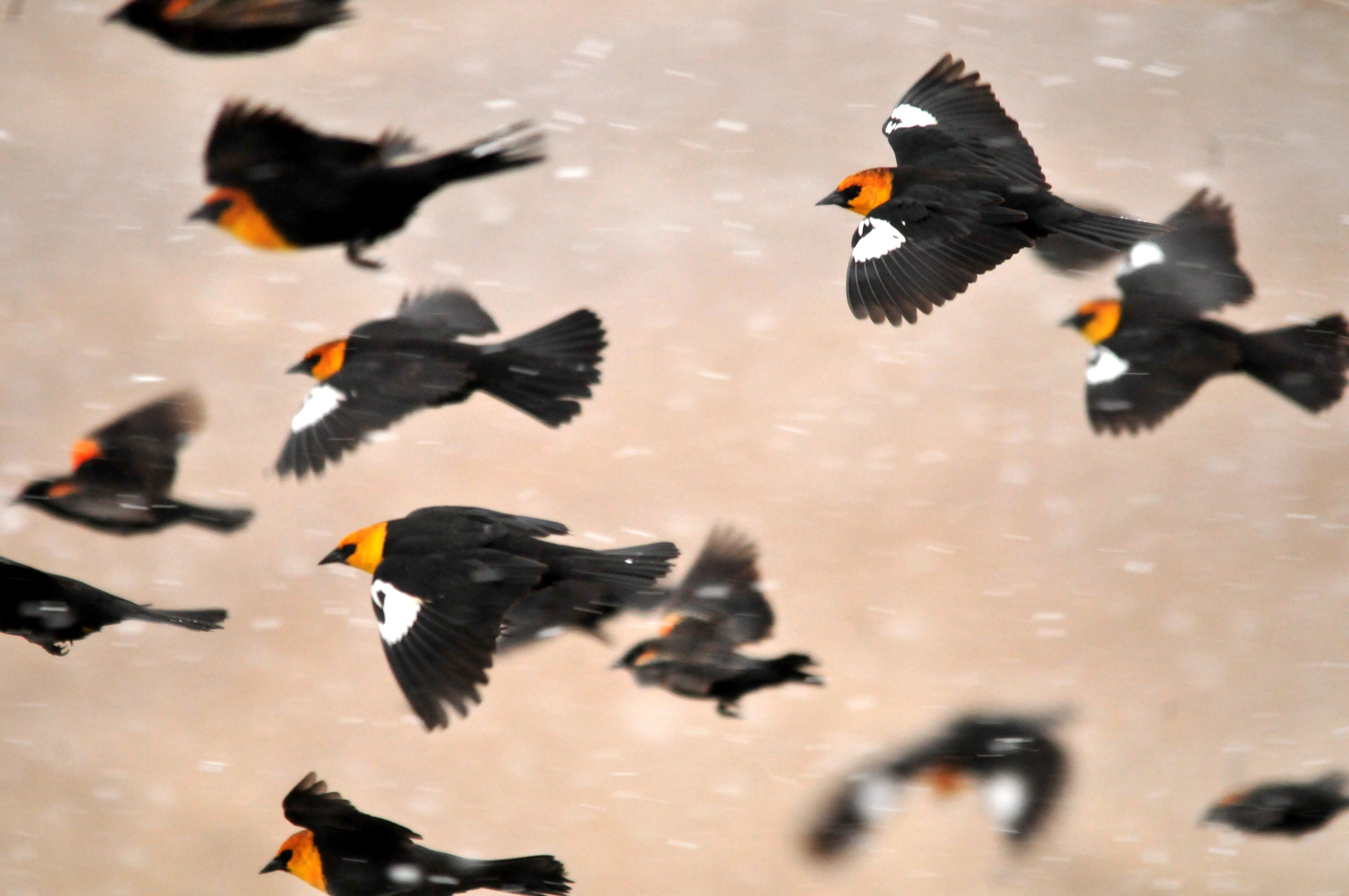
Graúnas-de-cabeça-amarela em voo
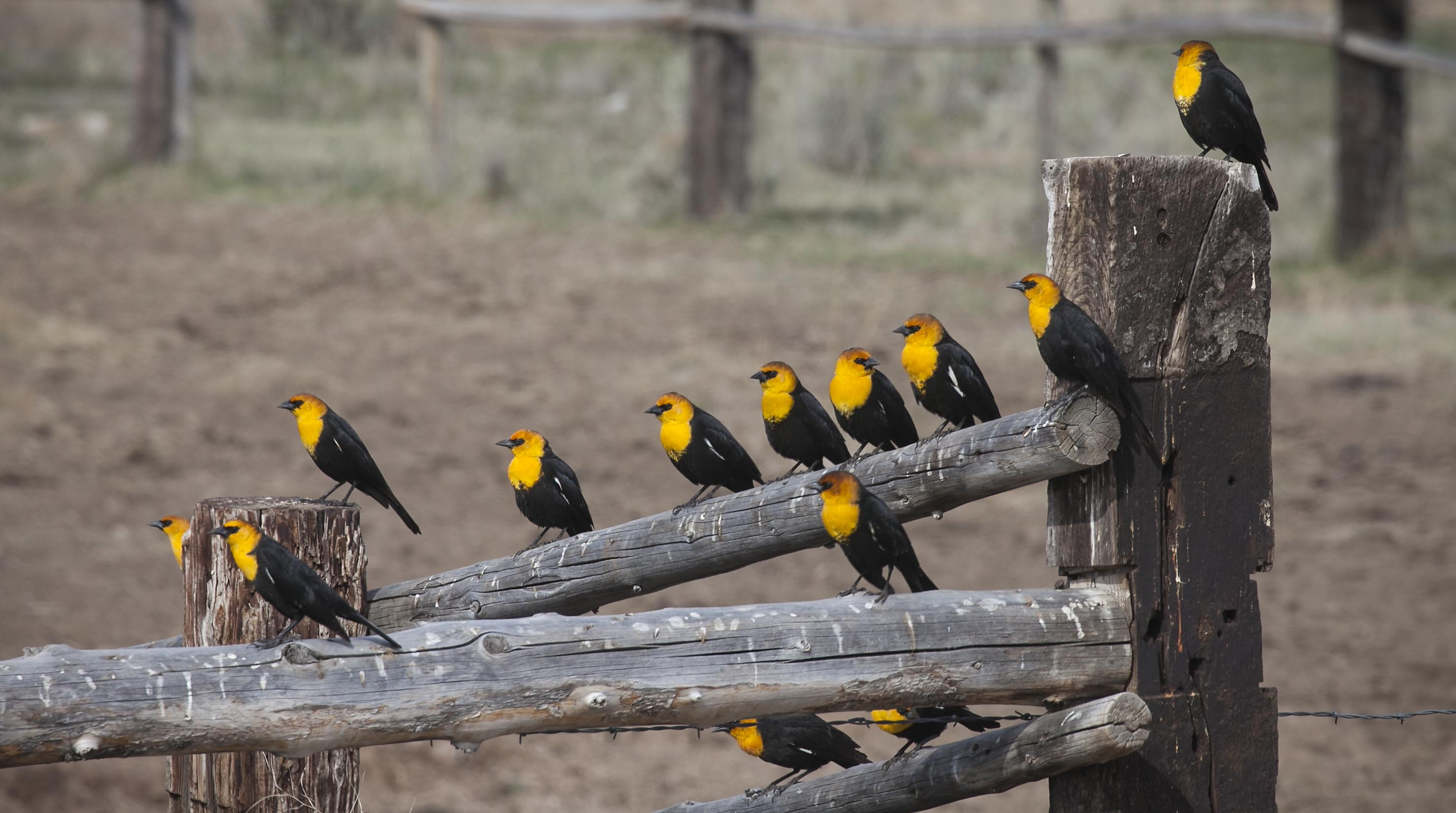
Grupo de graúnas-de-cabeça-amarela em Wyoming
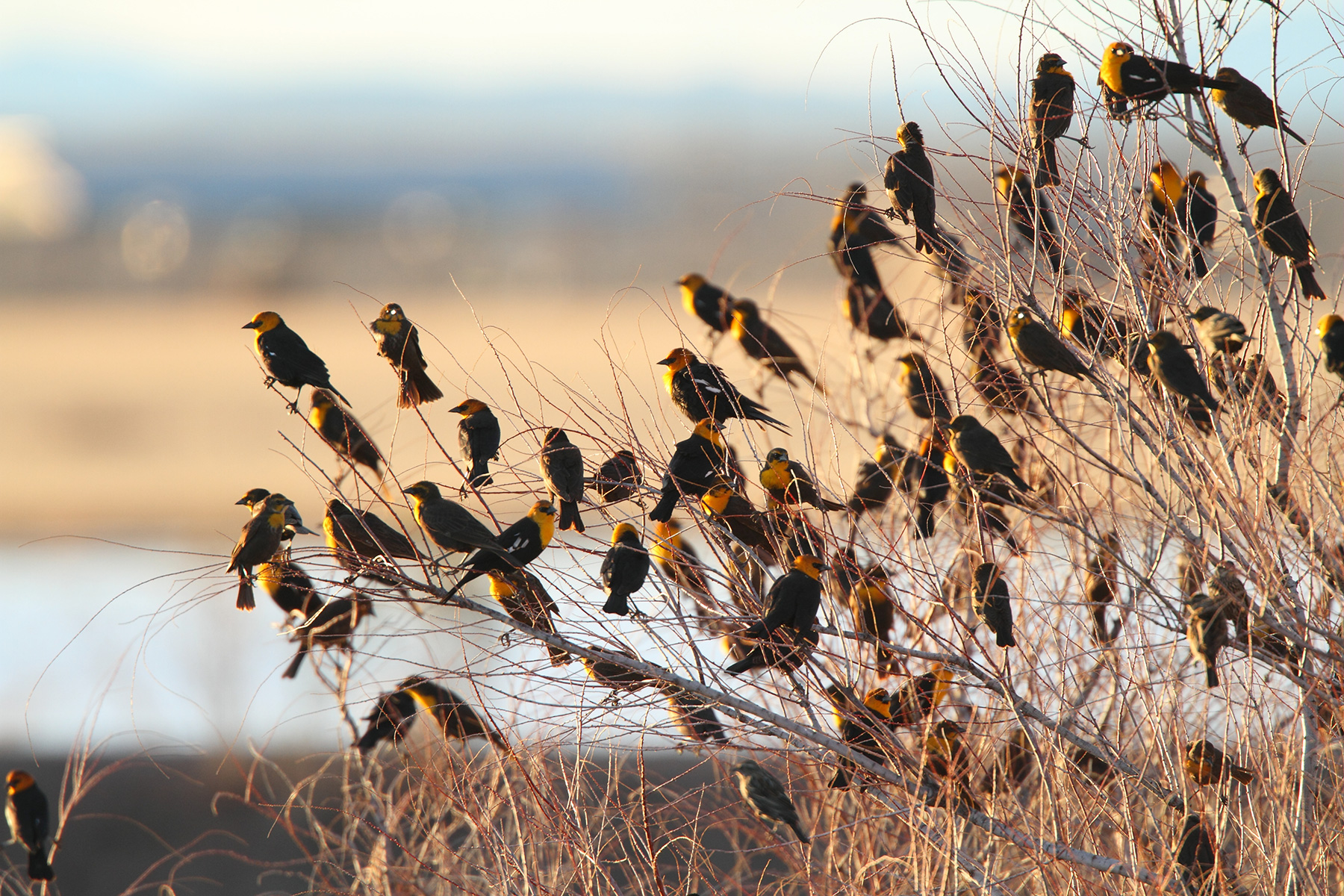
Bando empoleirado, Whitewater Draw, Arizona
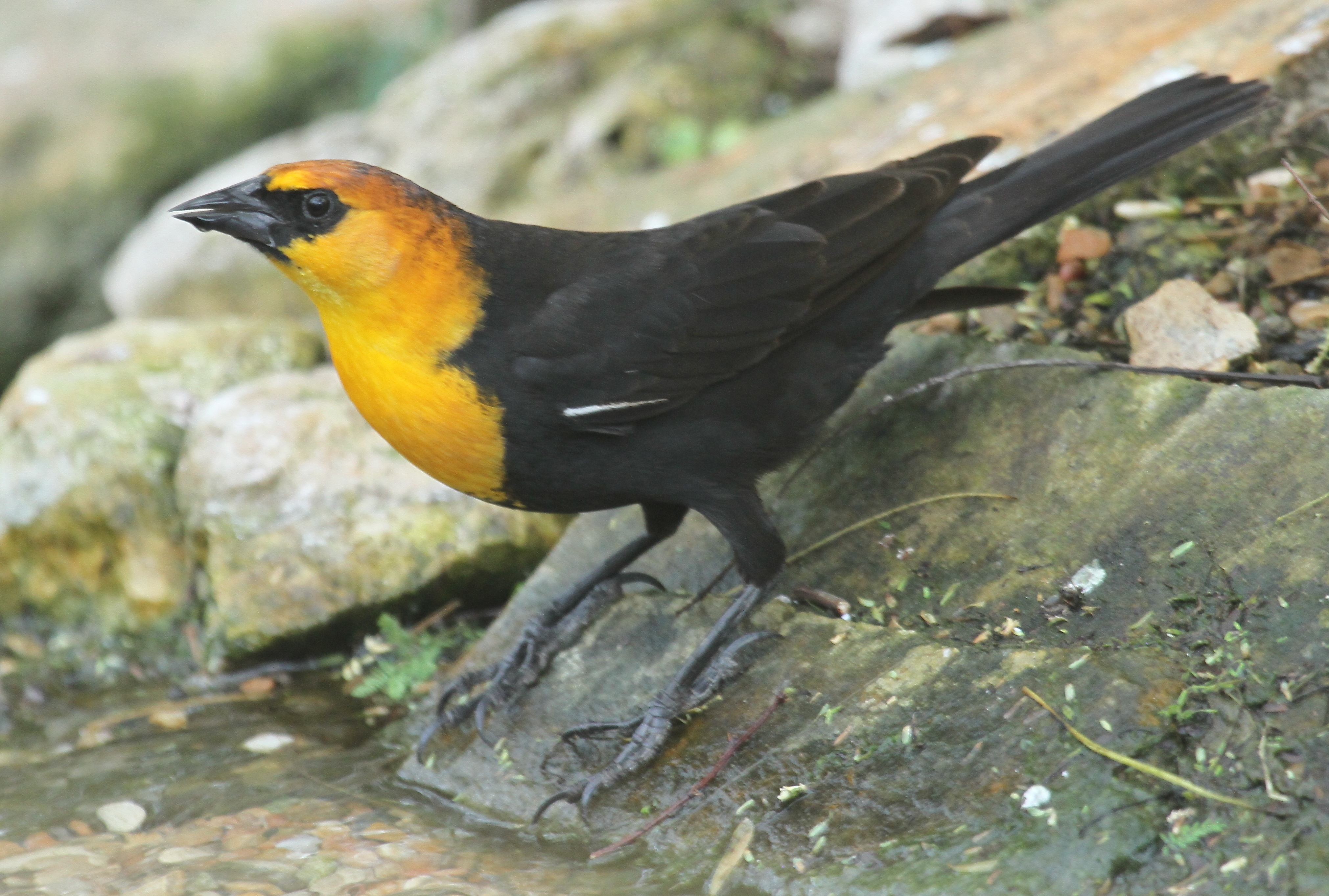
Macho no Texas